# Terry Lees
Terence Lees conosciuto con il diminutivo Terry (Stoke-on-Trent, 30 giugno 1952) è un ex calciatore inglese, di ruolo difensore.

## Carriera

### Giocatore
Si forma calcisticamente nello Stoke City, entrando a far parte della prima squadra dal 1970. Con i Potters ha vinto la Football League Cup 1971-1972, pur non giocando la finale, ed ottenendo come miglior piazzamento il quinto posto nella First Division 1973-1974.
Nell'estate del 1973, nella pausa del campionato inglese, gioca in forza ai sudafricani del Cape Town City, guidato dall'inglese Roy Bailey, con cui vince la National Football League 1973. Dopo passa in prestito al Crewe Alexandra, con cui ottiene il diciottesimo posto nella Fourth Division 1974-1975.
Nell'estate del 1975 si trasferisce in California ingaggiato dalla franchigia NASL S.J. Earthquakes, con uno stipendio mensile di $150, un appartamento, una macchina e una carta di credito per le spese settimanali. Il campionato 1975, pur soddisfacente dal punto di vista personale, è fallimentare dal punto di vista dei risultati, visto che gli Earthquakes chiuderanno il proprio girone al quinto ed ultimo posto, fallendo l'accesso ai play-off per il titolo.
Terminata l'esperienza american torna in patria dove viene ingaggiato per £3.000 dal Port Vale, con cui ottiene il dodicesimo posto nella Third Division 1975-1976.
La permanenza nei Valiants dura una sola stagione perché viene acquistato dagli olandesi dello Sparta Rotterdam per £35.000. 
Esordisce con lo Sparta il 21 agosto 1976, nel pareggio casalingo per 1-1 contro l'AZ Alkmaar, ottenendo il settimo posto nell'Eredivisie 1976-1977.
L'anno seguente passa al Roda JC per £100.000 , ottenendo nelle due stagioni di permanenza come miglior piazzamento il quinto posto ottenuto nell'Eredivisie 1978-1979.
Nel 1979 torna in patria, ingaggiato dal Birmingham City, voluto dall'allenatore Jim Smith. Con i Blues ottiene la promozione in massima serie al termine della Second Division 1979-1980, a cui seguì il tredicesimo posto nella First Division 1980-1981. Nonostante le premesse l'esperienza ai Blues non è positiva, trovando poco spazio in campo.
Nel 1981 ha pure un'esperienza ad Hong Kong con il Morning Star.
Nella stagione 1981-1982 scende nella terza serie per giocare nel Newport County, ottenendo il sedicesimo posto finale.
Nel 1982 torna in Olanda per giocare con i cadetti del DS'79, con cui vince la Eerste Divisie 1982-1983, ottenendo la promozione in massima serie.
Chiusa l'esperienza a Dordrecht torna in patria per giocare con i dilettanti dello Stafford Rangers. Nella Fourth Division 1984-1985 è in forza allo Scunthorpe Utd, con cui ottiene il nono posto finale. Chiuderà la carriera agonistica al Macclesfield Town nel 1986.

### Allenatore
Ha allenato per alcune stagioni in vari club semiprofessionistici dello Staffordshire.

## Palmarès

### Competizioni nazionali
- Coppa di Lega inglese: 1

Stoke City: 1971-1972
- National Football League: 1

Cape Town City: 1973
- Eerste Divisie: 1

DS'79: 1982-1983